# Конституционен съвет на Чад
Конституционният съвет на Чад е сред най-висшите съдебни институции в Чад, заедно с Върховния съд.
Наблюдава за спазването на констуцията на страната, нарушения и несъответствия с конституцията при работата на съдилищата и при подписване на договори.
Състои се от 9 съдии, чийто мандат трае 9 години.